# 潘体丰
潘体丰（？—？），山东乐陵人，是一名清朝政治人物。潘鹏云次子，潘体震之弟。

## 生平
潘体丰曾于雍正五年（1727年）接替耿国祚任漳州府知府一职，雍正六年（1728年）由李治国接任。雍正六年　秋八月壬辰（十四日），高学尹缘事革职，以潘体丰为福建按察使（见雍正朝「东华录」卷六，东华录选辑-清-蒋良骐）。同年转任福建布政使（见11-福建通志台湾府-清）。
雍正曾朱批：“好的，利害，有本领人。浊胖子，甚明白，去得。乃疑年羹尧用人，查明无原故，用此任者。是一大材。上上”。